# Stimmbildung
Unter Stimmbildung versteht man die Ausbildung der Stimme zum Sprechen und Singen. Es wird unterschieden zwischen der Ausbildung einer gesunden, physiologisch effektiven (funktionellen) Nutzung der Stimme, um Krankheiten und Stimmschäden vorzubeugen, und der Ausbildung der professionellen Sprech- und Gesangsstimme.
In der Musik ist die Stimmbildung sehr wichtig, da ohne jegliche Übung die Stimmbänder beschädigt werden könnten.
Eine gesunde Sprech- bzw. Gesangstechnik kann Stimmschäden vorbeugen. Nach Giulio Panconcelli-Calzia wird eine „gute“ Stimme nur mit der für die Leistung nötigen Muskulatur gebildet, ist frei von Nebengeräuschen und Fehlspannungen, klingt in jeder Höhe beliebig kräftig oder leise, ist weittragend, resonanzreich, weich und anstrengungslos. Bei der Sprechstimme orientiert sich die Ausbildung an einer physiologischen Nutzung. Die als ästhetisch empfundene Sprech- und Gesangsstimme ist abhängig vom Kulturkreis und den jeweiligen zeitlichen Modeerscheinungen.
Schon im ersten vorchristlichen Jahrtausend hatten die Inder Kenntnisse über Stimmbildung, die für religiöse Rituale genutzt wurden. Da bei den Griechen die Stimme in öffentlichen Diskussionen genutzt wurde, hatte die Stimmbildung ihren festen Platz in der Rhetorik. Schauspieler mussten damals vor teilweise über 15.000 Zuschauern sprechen.
In der Stimmbildung wird die Stimme als Ausdruck der Persönlichkeit angesehen und entsprechend geschult. Spezifische Funktionen (Atmung, Finden der physiologischen Sprechstimmlage u. a.) werden auch einzeln geübt, aber immer wieder in den ganzheitlichen Zusammenhang der Kommunikation gestellt.

## Ziele der Stimmschulung

### Ökonomische und entspannte Atmung
Atmung, Stimmerzeugung (Phonation) und Artikulation stehen in einem engen Zusammenhang. Das Erarbeiten eines lebendigen Wechselspiels zwischen Atmung und Kehlkopftätigkeit ist daher eines der wichtigsten Ziele der Stimmbildung.

### Finden der Sprechstimmlage/Indifferenzlage
Jeder Mensch kann in einer bestimmten ihm eigenen Tonhöhe leicht und mühelos sprechen und findet normalerweise auch immer wieder in diese Lage zurück. Wenn die Indifferenzlage dauerhaft verlassen wird, überschlägt sich im Extremfall die Stimme und es kommt zu Anspannungen und Belastungen der Stimme bis zur Heiserkeit. Dies ermüdet Zuhörer und Sprecher. Die Stimme sollte beim Sprechen je nach Sprechmelodie um die Indifferenzlage pendeln.

### Optimale Nutzung der Resonanzräume
Die oberhalb der Stimmlippen liegenden Räume bezeichnet man als Vokaltrakt, Ansatzrohr oder auch Artikulations- bzw. Resonanzräume. Dazu gehören Kehlkopfventrikel, Taschenfalten, Kehlkopfeingang, Rachen, Mundhöhle und Nasenhaupthöhle. Die Ansatzräume können als zusammenhängende Hohlräume bestimmte Anteile des Primärschalls von den Stimmlippen als Resonatoren verstärken oder abschwächen. Dadurch entstehen unterschiedliche Vokal- und Klangfarben. Die anatomischen Voraussetzungen der Ansatzräume, sowie ihre individuelle Auskleidung mit Bindegewebe, Muskeln und Schleimhaut, sowie ihre Flexibilität sind dabei grundlegend für den entstehenden Klang.

### Stimmeinsatz und -absatz
Als Stimmeinsatz wird der Moment bezeichnet, in dem die Stimmlippen in den Phonationszustand übergehen. Je nach Art des Stimmlippenschlusses, nach Beginn des Schwingungsverhaltens und nach dem Umgang mit der Atemluft entstehen unterschiedliche akustische Eindrücke. Es gibt drei verschiedene Kategorien vom Stimmeinsatz, wobei die Grenzen dazwischen fließend sind.
- Behauchter Stimmeinsatz:

Die Luftströmung beginnt vor dem Glottisschluss. Die Luft strömt bereits, während die Stimmlippen von der Respirations- in die Phonationsstellung gehen. Dieser Einsatz ist physiologisch für einen Wortbeginn mit dem Buchstaben h.
- Weicher Stimmeinsatz:

Die Stimmlippen liegen bei Beginn der Phonation weich und ohne Druck aneinander, es besteht ein kleiner elliptischer Spalt. Durch Schließen der Stimmlippen und Steigerung des Anblasedrucks entstehen gleichmäßig zunehmende Stimmlippenschwingungen.
- Fester Stimmeinsatz:

Die Stimmlippen liegen vor Beginn der Schwingung mit leichter Anspannung aneinander und werden durch einen leichten subglottischen Druckanstieg geöffnet. In der deutschen Hochsprache ist dieser Stimmeinsatz (Glottisschlag) für anlautende Vokale charakteristisch und hier auch physiologisch.
Aus stimmbildnerischer Sicht gilt das Erarbeiten eines weichen Stimmeinsatzes – besonders im klassischen Gesang – als erstrebenswert. Bei gesunder Stimme und guter Gesangs- bzw. Sprechtechnik können jedoch alle drei Einsatzarten bewusst und kontrolliert als Stilmittel eingesetzt werden.
Als Stimmabsatz bezeichnet man den Moment, an dem die Stimmlippenschwingung beendet wird. Auch hier findet man unterschiedliche Varianten. Als physiologisch gelten:
- Der weiche Absatz:

Atemstrom und Stimmlippenschwingung hören gleichzeitig und allmählich ohne Geräusch auf. Die Stimme schwingt sanft aus. Dieser Absatz gilt als die für die Stimmlippen schonendste Art des Phonationsendes.
- Der feste Absatz:

Die Glottis bleibt nach Ende der Stimmlippenschwingung noch kurz verschlossen, bevor sie sich wieder zum Einatmen öffnet. Hier ist der Absatz ohne Nachklingen der Stimme aber auch ohne Geräusch klar definiert. Wenn der Verschluss nur sanft ist, gilt dieser Absatz auch als physiologisch.

### Plastische Artikulation
Eine deutliche Artikulation erfordert eine präzise Feinabstimmung der Spannkraft und Beweglichkeit von Zunge, Lippen, Kiefergelenk, Gaumen und Rachenmuskulatur. Eine gute Konsonantenartikulation gibt der Stimme Halt und wirkt sich günstig auf Atmung und Stützvorgang aus. Außerdem kann sie zur Entspannung und Tonusregelung der an der Phonation beteiligten Muskulatur beitragen.

### Entspannungstraining
Oftmals werden Entspannungsübungen zur Tonusregulierung eingesetzt: z. B. Entspannungstraining nach Jacobson, Autogenes Training, Alexander-Technik oder die Eutonie. Anschließend wird die notwendige und ausreichende Muskelspannung zum Sprechen oder Singen aufgebaut.
Funktionelle Entspannung (FE) nach Marianne Fuchs oder auch die von Horst Coblenzer und Franz Muhar entwickelte atemrhythmisch angepasste Phonation (AAP) haben sich in der Stimmbildung, die auf natürlichen Abläufen und der Wohlspannung des Körpers aufbaut, besonders bewährt.

## Stimmbildung und Gesang
Während bei der Sprechstimmbildung weitestgehend die Funktionalität der Stimme im Vordergrund steht, erhebt die gesangliche Stimmbildung einen hohen Anspruch an die klangliche Ästhetik, die bis zu Fragen der Interpretation reicht. Über die physiologischen Grundlagen hinaus spielen musikalische Aspekte wie z. B. Vokalausgleich, Koordination der Stimmregister, Erweiterung des Stimmumfanges, Dynamik, Stimmsitz oder Artikulation eine wichtige Rolle. Gemeinsamkeiten zur Sprecherziehung ergeben sich aus der Tatsache, dass die Singstimme mit denselben Organen ausgeführt wird, Unterschiede bestehen jedoch hinsichtlich der von unterschiedlichen Hirnregionen ausgehenden nervalen Steuerung von Sprech- und Singstimme. Insofern sind beide Stimmen nur bedingt gegenseitig beeinflussbar, weshalb auch ein jeweils gesondertes Training beider Stimmen erforderlich ist.

## Stimmbildung und Medizin
Medizinisch relevante Störungen der Stimme werden in der Regel von HNO-Ärzten, im günstigen Fall mit Subspezialisierung für Stimm- und Sprachstörungen bzw. Phoniatrie diagnostiziert, unter Umständen auch unter Mitwirkung von Logopäden oder Klinischen Sprechwissenschaftlern. Für die Behandlung von Stimmstörungen nach krankenkassenwirksamer Rezeptierung sind von Krankenkassen zugelassene Logopäden, Klinische Sprechwissenschaftler sowie Atem-, Sprech- und Stimmlehrer zuständig.
Da jede behandlungsbedürftige Stimmstörung immer auch etwas mit Funktionen in der Bildung der Stimme zu tun hat, müssen sich auch therapeutische Maßnahmen stimmbildnerischer Methoden bedienen, um eine leistungsfähige und störungsfreie Funktion der Stimme zu erarbeiten und damit Rezidive zu vermeiden. Im Fall von Singstimmstörungen wird unter Umständen ein kundiger Gesangspädagoge oder Gesangsstimmbildner hinzugezogen. Explizit ausgebildete Singstimmtherapeuten gibt es jedoch nicht.

## Stimmbildung in der Ausbildung von Lehrern
Der Lehrerberuf stellt eine starke Beanspruchung der Stimme dar. Es ist daher auf der einen Seite wichtig, die Unterrichtssituation so zu gestalten, dass es zu keiner stimmlichen Überbelastung kommt, auf der anderen Seite müssen Lehrkräfte aber auch in der Lage sein, hohe Anforderungen an Stimmkondition und sprechsprachliche Kommunikationsfähigkeit zu erfüllen. Konditionell besonders hohe stimmliche Anforderungen betreffen vor allem Grundschullehrer, Kindergartenerzieher, Sportlehrer und – in der Doppelbelastung von Sprech- und Singstimme – Musiklehrer.
Dies kann nur durch eine intensive stimmbildnerische und sprecherzieherische Aus- oder Weiterbildung erreicht werden. Da eine solche nur an wenigen Ausbildungseinrichtungen für Pädagogen in ausreichendem Umfang und gebotener Intensität obligatorisch ist, sind berufseinschränkende Stimmstörungen und Reduktionen in der Wirksamkeit der sprechenden Lehrerpersönlichkeit nicht selten. Oft kommt es auf Grund von stimmlichen Problemen zu krankheitsbedingten Fehlzeiten, in einigen Fällen sogar zu Berufsunfähigkeiten.
Eine qualifizierte Schulung der Sprechstimme liegt idealerweise in den Händen von Diplom-Sprecherziehern, Diplom-Sprechwissenschaftlern, Sprecherziehern (DGSS) und Atem-, Sprech- und Stimmlehrern. Betont werden muss außerdem, dass Sing- und Sprechstimme sich zwar in bestimmtem Maß gegenseitig beeinflussen, weil sie mit denselben Organen ausgeführt, aber kortikal von unterschiedlichen Zentren gesteuert werden. Daher sind getrennte Schulungen für Singstimme (Stimmbildung, Gesangspädagogik) und Sprechstimme (Sprecherziehung, Atem-, Sprech- und Stimmschulung) erforderlich.